# غزة سيتي مول
غزة سيتي مول هو مركز تجاري من ثلاثة طوابق غرب مدينة غزة بالقرب من ميدان حيدر عبد الشافي. وهو مملوك لصالح شركة «الحياة تريد». بدأت أعمال بناءه في أغسطس 2010 بمساحة 3000 متر مربع ويضم سينما ومطاعم ومتاجر بيع بالتجزئة.